# カトリック佐賀教会
カトリック佐賀教会（カトリックさがきょうかい）は、佐賀県佐賀市にある、キリスト教（カトリック）の聖堂。
教会敷地内に佐賀カトリック幼稚園が併設されている。

## 概要
2001年度まではミラノ外国宣教会の宣教師が司牧にあたっていたが、2002年度からはカトリック福岡司教区の教区司祭が司牧にあたっている。
2021年3月、永年使用されてきた聖堂が老朽化と耐震強度の問題で取り壊しとなり、2022年7月に現聖堂が献堂。
なお、旧聖堂より前の初代聖堂は鉄川与助が設計を手掛けている。

## 外部リンク

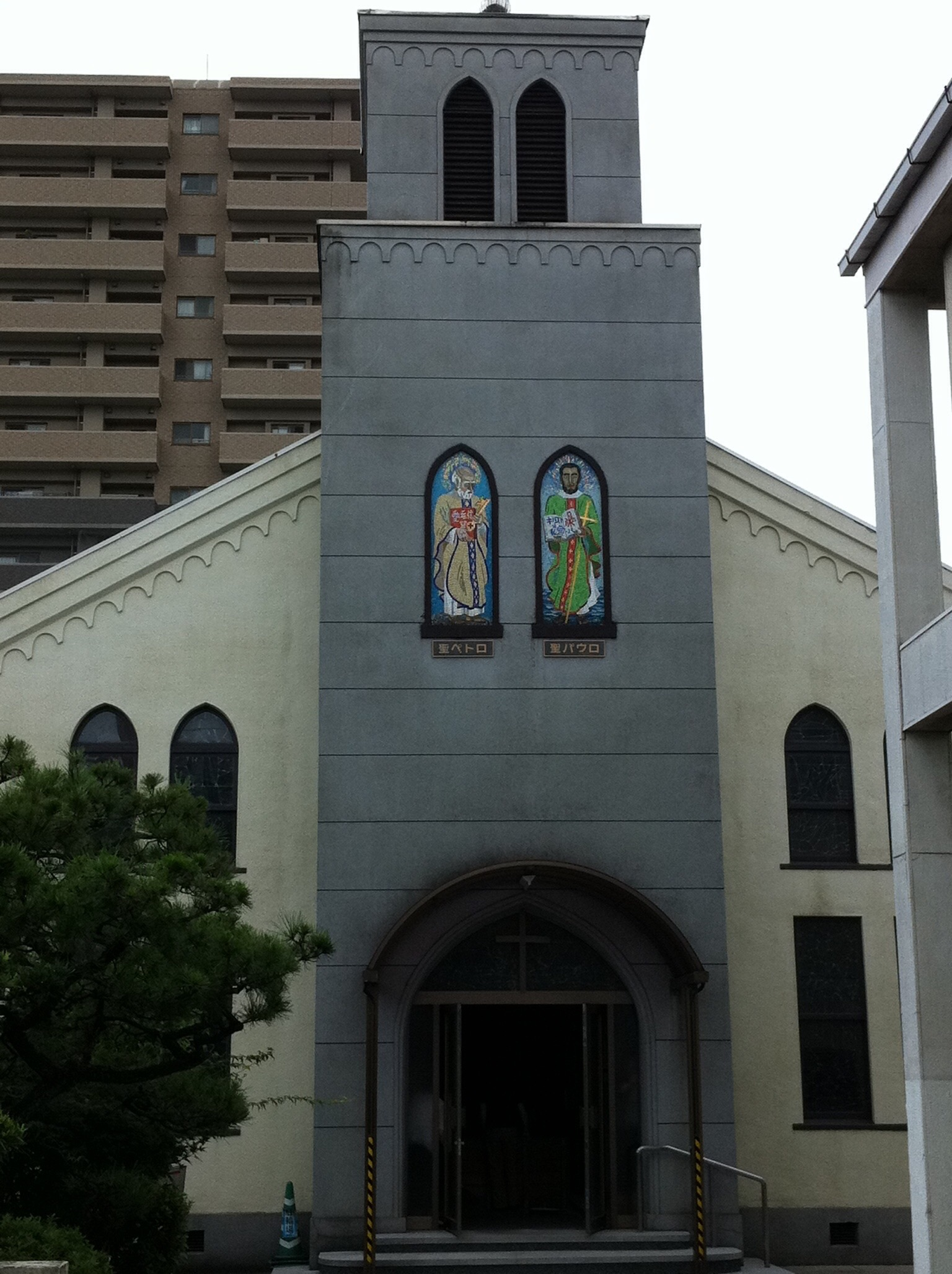
2021年3月まで使用された旧聖堂

## ミサの時間

### 主日ミサ
- 土曜：19:00～
- 日曜：10:00～

### 週日ミサ
- 月曜～木曜：6:00～
- 金曜：9:00～
- 土曜：6:30～